# Sankt Martin an der Raab
Sankt Martin an der Raab est une commune autrichienne du district de Jennersdorf dans le Burgenland.